# Sinularia gyrosa
Sinularia gyrosa är en korallart som först beskrevs av Carl Benjamin Klunzinger 1877.  Sinularia gyrosa ingår i släktet Sinularia och familjen läderkoraller. Inga underarter finns listade i Catalogue of Life.